# Trtica
Trtica (latinsko os coccygis) je sestavljena iz treh do petih vretenc. Sestavlja spodnji del hrbtenice. Pri odraslem človeku se vretenca spojijo v eno kost. Trtica je gibljivo pritrjena na križnico.